# Grace Under Pressure
Grace Under Pressure ist das zehnte Studioalbum der kanadischen Rockband Rush. Es wurde im April 1984 bei vom Musiklabel Mercury Records veröffentlicht. Die Texte stammen von Drummer Neil Peart, die Musik haben Geddy Lee und Alex Lifeson verfasst. Der Ausdruck Grace under Pressure stammt von Hemingway, welcher die Anwendung dieses Prinzips (übersetzt: „Würde unter Druck“) den Helden seiner Kurzgeschichten und Romane auferlegt. Es ist somit das Grundprinzip des „Code Hero“ oder „Hemingway Hero“.

## Beschreibung
Das Album fügt sich ins Ende der kunstorientierten Rockperiode von „Rush“, synthetische Klänge spielen bereits eine deutliche Rolle, fügen sich aber noch klar in eine von Gitarren dominierte Klanglandschaft ein. Die Musik klingt gelegentlich vertrackt (Kid Gloves und Red Lenses), manchmal straight rockig (The Enemy Within), der Hörer wird dann von unerwarteten Melodie- und Rhythmenwechseln überrascht.
Der Titel des Albums, auf Deutsch etwa: „Anmut unter Druck“, ist so etwas wie ein Motto; er findet sich in Verfremdungen immer wieder in Veröffentlichungen über die Band. Die Titel behandeln eher düstere Themen, so das apokalyptische Distant Early Warning und das quasi postapokalyptische Between the Wheels. The Body Electric erzählt die Science-Fiction-Geschichte eines beseelten sterbenden Androiden. (“He re-plays each of the days, a hundred years of routine; bows its head and prays to the mother of all machines.”) Mit Afterimage hat Neil Peart einen berührenden Nachruf geschrieben und in Red Sector A die Eindrücke eines Gefangenen beschrieben, der innerlich und äußerlich zerstört seiner Befreiung entgegensieht – hier wurden die Eindrücke von Geddy Lees Mutter verarbeitet, die sie aus ihrer Befreiung aus dem Konzentrationslager Bergen-Belsen berichtet hat.

## Titelliste
Seite 1
1. Distant Early Warning – 4:56
2. Afterimage – 5:03
3. Red Sector A – 5:09
4. The Enemy Within (Part I of Fear) – 4:34

Seite 2
1. The Body Electric – 4:59
2. Kid Gloves – 4:17
3. Red Lenses – 4:41
4. Between the Wheels – 5:44

## Besetzung
- Geddy Lee – Bass, Keyboards, Gesang
- Alex Lifeson – E-Gitarren, Akustikgitarren
- Neil Peart – Schlagzeug, Percussion